# La Cuadra de Sevilla
La Cuadra de Sevilla es una compañía española de teatro independiente fundada en Sevilla, que ha desarrollado su actividad en España, Europa e Hispanoamérica, entre 1969 y el inicio del siglo XXI. En 1986 recibió la Medalla de Oro al Mérito en las Bellas Artes y en 1998 la Cruz de San Jordi. Salvador Távora, su director y dramaturgo, ha sido considerado en todo momento como líder y alma del colectivo.

## Quejío, teatro flamenco
En los últimos meses de 1971, en un pequeño local del barrio sevillano del Cerro del Águila, Salvador Távora, Alfonso Jiménez y Paco Lira, dueño del inmueble (que luego tomaría el nombre del grupo), conciben el Quejío, un espectáculo dramático compuesto con elementos del flamenco y considerado por sectores de la crítica teatral «un alegato estremecedor contra la discriminación y el academicismo». Poco después, con el respaldo de José Monleón, se estrenó en Madrid el 15 de febrero de 1972 en el Pequeño Teatro del TEI. Días después el grupo salía al extranjero para presentarse en La Sorbona de París aquella primavera de 1972, dentro del "Festival du Théâtre des Nations". De la capital francesa, La Cuadra viajó hasta Nancy para participar con su Quejío en el Festival Mundial de Teatro.
Críticos como César Oliva, Moisés Pérez Coterillo o el propio Monleón, glosaron en su momento la sorpresa que en el ámbito franco-europeo produjo el «choque del auténtico duende flamenco» con el mito comercializado en Europa del flamenco-olé y el «typical spanish»; sorpresa que se tradujo en el hecho de que la obra fue contratada para diecisiete festivales internacionales y llegara a alcanzar las ochocientas representaciones, entre España, Europa y América.

## Consagración y trayectoria
Los apenas cinco componentes iniciales que llegaron a poco más de media docena en su periplo internacional, se convirtieron con el tiempo en una compañía de 75 personas. La dramaturgia y la dirección corrió siempre a cargo de Salvador Távora. Montajes como Las bacantes sobrepasaron las dos mil representaciones. Han visitado las principales capitales de Europa y América, y su participación ha sido requerida en los mejores festivales de teatro.

### Principales estrenos
- Quejío (1972)
- Los palos (1975)
- Herramientas (1977)
- Andalucía amarga (1979)
- Nanas de espinas (1982), sobre textos de Federico García Lorca
- Piel de toro (1985)
- Las Bacantes (1987), según Eurípides
- Alhucema (Aires de historia andaluza) (1988)
- Crónica de una muerte anunciada (1990), sobre textos de Gabriel García Márquez
- Picasso andaluz o la muerte del Minotauro (1992)
- Carmen (1996)
- Don Juan en los ruedos (2001)
- Memorias de un caballo andaluz (2013)

### Premios
- Por Quejío: Segundo premio de la crítica en el Cuarto BITEF de Belgrado (1973); Primer premio de la crítica como mejor espectáculo del año en México (1973).
- Por Andalucía Amarga: Mejor espectáculo del Festival Kaaitheater 79 de Bruselas (1979).
- Por Nanas de espinas: Mejor espectáculo de la temporada 82-83 de la Asociación Independiente de Teatro de Alicante. Y en 1984: Mejor obra extranjera de la Quincena Internacional de Teatro en Quebec (Canadá).
- Por Piel de toro: Mejor espectáculo del III Festival de Teatro Ciudad de La Laguna (Tenerife), en 1986.
- Por Las Bacantes: Premio Ercilla 1987 como mejor espectáculo de la temporada concedido por la crítica de Bilbao (1987).
- Por Alhucema: Premio Ercilla (1988).
- Por "Carmen": ópera andaluza de cornetas y tambores. Premio Max  de las Artes Escénicas otorgado por la SGAE a Carmen como el espectáculo con la mayor proyección internacional del año 1998.

Además, en 1991, se les concede la Medalla de Plata de Andalucía; y en 1998, Salvador Távora recibió la Cruz de San Jordi, en reconocimiento por su labor con La Cuadra a favor del acercamiento de dos culturas, la catalana y la andaluza, reflejado en su espectáculo Identidades (1994). Dos años después, el Ayuntamiento de Sevilla, a petición de las asociaciones de vecinos del barrio en el que está integrado el polígono industrial Navisa donde La Cuadra tiene su sede social, concedió que sus calles fuesen rotuladas con los nombres de todas las obras de La Cuadra.
La labor del grupo también sería reconocida de forma retrospectiva en 2003, con el IV "Premio FIT" otorgado por el Festival Iberoamericano de Teatro de Cádiz.